# Pala d'Oro

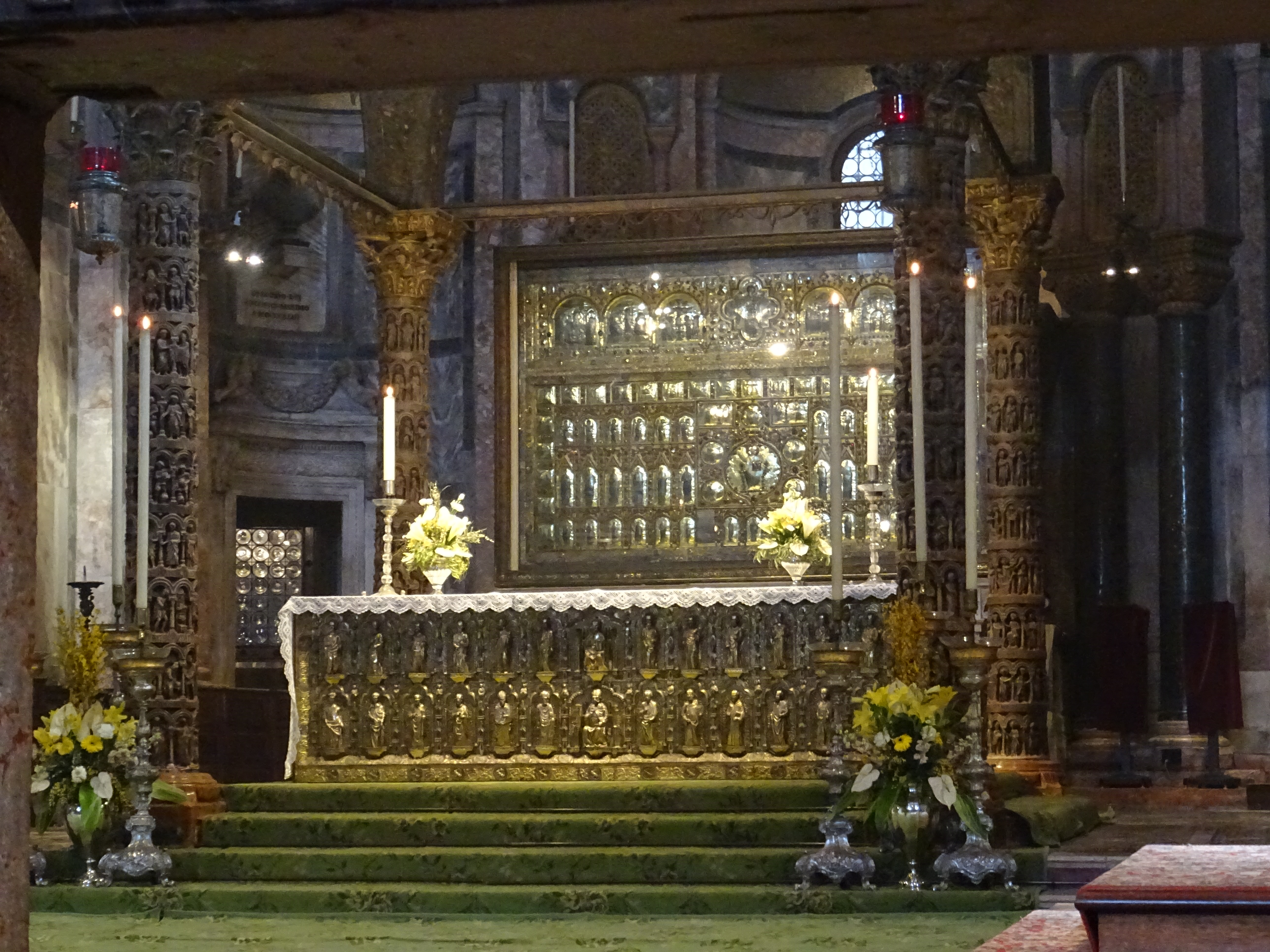
Pala d'Oro

Pala d'Oro (Italiaans, "Gouden Dwaal", "Gouden Doek") is het retabel van de Basiliek van San Marco in Venetië. Het wordt algemeen erkend als een van de meest verfijnde en volmaakte werken van Byzantijns email, vanwege de versiering van zowel de voor- als achterzijden. 

## Geschiedenis
Het Pala d'Oro werd vermoedelijk voor het eerst in 976 in opdracht van doge Pietro Orseolo gemaakt en in 1105 uitgebreid onder doge Ordelaffo Falier. In 1345 gaf procurator Andrea Dandolo de goudsmid Giovanni Paolo Bonesegna opdracht om het altaarstuk te voltooien. Dandolo voegde verder een inscriptie toe waarin hij beschreef wat zijn eigen toevoegingen waren, samen met die van zijn voorgangers.
Paolo Veneziano kreeg de opdracht om houten panelen te maken voor een bedekking voor als het altaarstuk niet te zien was. De bedekking bestaat uit twee stukken. De bovenste plank toont de Man van Smarten in het midden, die wordt omringd door de maagd Maria en de heiligen Johannes de Doper, Sint-Joris, Marcus, Petrus en Nicolaas van Myra. De onderste plank toont verhalen over het leven, martelaarschap, begrafenis en de Vertaling van het Lichaam van Sint Marcus. De houten panelen werden alleen tijdens de liturgie opengesteld voor het publiek. In de 15e eeuw werd Veneziano's buiten-altaarstuk vervangen door een houten paneel dat vandaag de dag nog steeds bestaat.
In 1995 onderging de houten bedekking van Veneziano's Pala Feriale een conserveringsbehandeling die werd gefinancierd door de non-profit organisatie Save Venice Inc.

## Beschrijving
Het altaarstuk is 3 meter breed en 2 meter hoog. Het is gemaakt van goud en zilver, 187 geëmailleerde platen, en 1.927 edelstenen. Deze edelstenen bestaan uit 526 parels, 330 granaten, 320 smaragden, 255 saffieren, 183 amethisten, 175 agaten, 75 robijnen, 34 topazen, 16 carneoolstenen en 13 jaspissen.